# مامادو الیمو دیالو
مامادو الیمو دیالو (انگلیسی: Mamadou Alimou Diallo؛ زادهٔ ۲ دسامبر ۱۹۸۴) بازیکن فوتبال اهل گینه بود.
از باشگاه‌هایی که در آن بازی کرده است می‌توان به باشگاه فوتبال لوکرن اوست والاندرن، باشگاه فوتبال سیواس‌اسپور، و باشگاه فوتبال دیاربکرسپور اشاره کرد.
وی همچنین در تیم ملی فوتبال گینه بازی کرده است.